# لاتروب (ویرجینیای غربی)
لاتروب (به انگلیسی: Latrobe) یک منطقهٔ مسکونی در ایالات متحده آمریکا است که در شهرستان لوگان، ویرجینیای غربی واقع شده‌است. لاتروب ۳۰۷٫۸۵ متر بالاتر از سطح دریا واقع شده‌است.